# Richard Wilkinson
Richard Gerald Wilkinson (3 de juliol de 1943) és un epidemiòleg anglès i activista polític d'esquerres. És professor emèrit d'Epidemiologia Social a la Universitat de Nottingham, on es va jubilar el 2008. També és professor honorari d'Epidemiologia i Salut Pública al University College de Londres i professor visitant a la Universitat de York.

## Trajectòria
Richard Wilkinson va formar-se a la Leighton Park School i al Reading Technical College. Va estudiar Història Econòmica a la London School of Economics i després va fer un màster a la Universitat de Pennsilvània. La seva tesi doctoral en Medicina de la Universitat de Nottingham es va titular «Socio-economic Factors in Mortality Differentials» (1976).
És conegut sobretot pel llibre escrit juntament amb la seva parella Kate Pickett, The Spirit Level, publicat per primera vegada el 2009, que defensa que les societats amb una distribució més equitativa dels ingressos tenen una millor salut, menys problemes socials relacionats amb la violència, l'abús de drogues, els embarassos d'adolescents, les malalties mentals i l'obesitat, entre d'altres, i estan més cohesionades que aquelles en què la bretxa entre rics i pobres és més gran.
L'any 2009 Richard Wilkinson i Kate Pickett van fundar Equality Trust, una organització que pretén explicar els beneficis d'una societat més igualitària i fa campanyes per una major igualtat d'ingressos. L'agost de 2015, Wilkinson va avalar la campanya de Jeremy Corbyn a les primàries del Partit Laborista.